# Мой Лермонтов
«Мой Лермонтов» — моноспектакль российского актёра и режиссёра, лауреата премии «Золотой Орёл» Кирилла Зайцева, рассказывающий историю русского поэта, Михаила Юрьевича Лермонтова. Спектакль состоит из писем, прозы, и последних стихотворений поэта.

## История создания
Идея спектакля родилась ещё в Рижском русском театре имени Михаила Чехова, когда на большой сцене был поставлен спектакль «Княжна Мери». Исполнителем главной роли — Григория Александровича Печорина был молодой артист Кирилл Зайцев, внешне похожий на Лермонтова. Из писем, прозы и последних стихотворений Лермонтова родился сценарий постановки. Премьера спектакля состоялась 17 декабря 2021 года на сцене Московского губернского театра.

## Спектакль
По ходу спектакля Зайцев цитирует монологи Печорина из романа «Герой нашего времени», а также стихи Лермонтова и его воспоминания. Интересна сценография постановки: художники Роман Муромцев и Александр Войцеховский создали образ «образ каменного мешка», в котором прорублена брешь с видом на горные пейзажи Кавказа. Ход спектакля авторы выстроили по хронологии жизни Лермонтова.

## Создатели спектакля
- Режиссёр-постановщик и инсценировка — Елена Чёрная
- Художник-постановщик — Роман Муромцев
- Художник видео-арта — Александр Войцеховский
- Художник по костюмам — Сергей Стручёв
- Звукорежиссёр — Екатерина Мочалина
- Художник по свету — Денис Солнцев

## Участие в фестивалях
- Диплом Международного Театрального Фестиваля Моноспектаклей “SOLO” (2022 г.)
- Спектакль открытия Фестиваля театра кукол «Патриот» в г. Краснодаре (2022 г.)
- Участник Фестиваля «Парус» в г. Пятигорске, посвященный 210-летию Михаила Юрьевича Лермонтова (2024 г.)[6]